# GnuLinEx
GnuLinEx este o distribuție de Linux bazată pe Debian. Este sistemul de operare promovat de regiunea Extremadura, Spania.